# Асуханов, Аманди Абасович
Аманди́ (Аманды) Аба́сович Асуха́нов (25 августа 1939, Чечено-Ингушская АССР — 16 июня 2020) — советский и российский чеченский художник, Заслуженный деятель искусств Российской Федерации (2010), Заслуженный художник Чечено-Ингушской АССР, Заслуженный художник Республики Дагестан, Народный художник Чеченской Республики, член Союза художников СССР.

## Биография
Родился 25 августа 1939 года. В 1966 году окончил Дагестанское художественное училище имени А. А. Джемала. В 1968 году стал членом Союза художников СССР. С момента окончания училища и до своей смерти работал в Союзе художников Чечни.
Много путешествовал по Чечне, России и за рубежом. В частности, побывал в Индии, Шри-Ланке, Венгрии, Чехословакии, Иордании, Турции. Впечатления от поездок стал основой многих его работ.
В годы обострения ситуации в Чечне оставался в республике. Этот период жизни нашёл отражение и в творчестве художника, в частности, в картинах «Раны войны», «Улица мира», «Центр Грозного», «Теперь без мамы».
Участник многих республиканских, зональных, региональных, всесоюзных, всероссийских и международных выставок. Его работы находятся в частных коллекциях в России и за рубежом.
Награждён в 2019 году Медалью «За заслуги перед Чеченской Республикой».